# Meranoplus oxleyi
Meranoplus oxleyi är en myrart som beskrevs av Auguste-Henri Forel 1915. Meranoplus oxleyi ingår i släktet Meranoplus och familjen myror. Inga underarter finns listade i Catalogue of Life.